# أنا (تكساس)
أنّا (بالإنجليزية: Anna)‏ هي مدينة أمريكية تقع في ولاية تكساس.تبلغ مساحة هذه المدينة 4.3 (كم²)،ويبلغ عدد سكانها 8249 نسمة حسب إحصاء سنة 2010 م.

## التركيبة السكانية
حدّد مكتب تعداد الولايات المتحدة بيانات التركيبة السكانية لأنا في تعداد الولايات المتحدة. في ما يلي، التركيبة السكانية حسب تعدادي 2000 و2010.

### تعداد عام 2000
بلغ عدد سكان أنا 1,225 نسمة بحسب تعداد عام 2000، وبلغ عدد الأسر 396 أسرة وعدد العائلات 310 عائلة مقيمة في المدينة. في حين سجلت الكثافة السكانية 28.6 نسمة لكل كيلومتر مربع (74.1/ميل2). وبلغ عدد الوحدات السكنية 436 وحدة بمتوسط كثافة قدره 10.2 لكل كيلومتر مربع (26.4/ميل2).
وتوزع التركيب العرقي للمدينة بنسبة 85.80% من البيض و0.90% من الأمريكيين الأفارقة و1.06% من الأمريكيين الأصليين و0.73% من الأمريكيين ذوي الأصول الآسيوية و10.12% من الأعراق الأخرى و1.39% من عرقين مختلطين أو أكثر و27.59% من الهسبانيون أو اللاتينيون من أي عرق.
بلغ عدد الأسر 396 أسرة كانت نسبة 45.5% منها لديها أطفال تحت سن الثامنة عشر تعيش معهم، وبلغت نسبة الأزواج القاطنين مع بعضهم البعض 57.3% من أصل المجموع الكلي للأسر، ونسبة 13.1% من الأسر كان لديها معيلات من الإناث دون وجود شريك، بينما كانت نسبة 7.8% من الأسر لديها معيلون من الذكور دون وجود شريكة وكانت نسبة 21.7% من غير العائلات. تألفت نسبة 19.4% من أصل جميع الأسر من عدة أفراد يعيشون في نفس المنزل ونسبة 8.3% كانت تتألف من شخص يعيش بمفرده يبلغ من العمر 65 عاماً أو أكثر. وبلغ متوسط حجم الأسرة المعيشية 3.09، أما متوسط حجم العائلات فبلغ 3.43.
بلغ العمر الوسطي للسكان 30.8 عاماً. وكانت نسبة 27.6% من القاطنين تحت سن الثامنة عشر، وكانت نسبة 11.6% بين الثامنة عشر والرابعة والعشرين عاماً، ونسبة 33% كانت واقعةً في الفئة العمرية ما بين الخامسة والعشرين والرابعة والأربعين عاماً، ونسبة 19.3% كانت ما بين الخامسة والأربعين والرابعة والستين، ونسبة 8.6% كانت ضمن فئة الخامسة والستين عاماً فما فوق. يوجد لكل 100 أنثى 110.1 ذكر، ويوجد لكل 100 أنثى في الثامنة عشر من عمرها فما فوق 117.4 ذكر.
بلغ متوسط دخل الأسرة في المدينة 45,938 دولارًا، أما متوسط دخل العائلة فبلغ 51,250 دولارًا. وكان متوسط دخل الذكور 30,333 دولارًا مقابل 24,286 دولارًا للإناث. وسجل دخل الفرد الخاص بالمدينة 15,920 دولارًا. وكانت نسبة 6.4% من العائلات ونسبة 9.1% من السكان تحت خط الفقر، وكان من هؤلاء نسبة 12% تحت سن الثامنة عشر ونسبة 5.8% في الخامسة والستين من العمر وما فوق.

### تعداد عام 2010
بلغ عدد سكان أنا 8,249 نسمة بحسب تعداد عام 2010، وبلغ عدد الأسر 2,621 أسرة وعدد العائلات 2,120 عائلة مقيمة في المدينة. في حين سجلت الكثافة السكانية 192.6 نسمة لكل كيلومتر مربع (498.8/ميل2). وبلغ عدد الوحدات السكنية 2,776 وحدة بمتوسط كثافة قدره 64.8 لكل كيلومتر مربع (167.8/ميل2).
وتوزع التركيب العرقي للمدينة بنسبة 78.45% من البيض و7.66% من الأمريكيين الأفارقة و1.09% من الأمريكيين الأصليين و0.85% من الأمريكيين ذوي الأصول الآسيوية و0.05% من سكان جزر المحيط الهادئ و8.59% من الأعراق الأخرى و3.31% من عرقين مختلطين أو أكثر و20.91% من الهسبانيون أو اللاتينيون من أي عرق.
بلغ عدد الأسر 2,621 أسرة كانت نسبة 53.6% منها لديها أطفال تحت سن الثامنة عشر تعيش معهم، وبلغت نسبة الأزواج القاطنين مع بعضهم البعض 64.4% من أصل المجموع الكلي للأسر، ونسبة 11.7% من الأسر كان لديها معيلات من الإناث دون وجود شريك، بينما كانت نسبة 4.8% من الأسر لديها معيلون من الذكور دون وجود شريكة وكانت نسبة 19.1% من غير العائلات. تألفت نسبة 14.3% من أصل جميع الأسر من عدة أفراد يعيشون في نفس المنزل ونسبة 3.2% كانت تتألف من شخص يعيش بمفرده يبلغ من العمر 65 عاماً أو أكثر. وبلغ متوسط حجم الأسرة المعيشية 3.15، أما متوسط حجم العائلات فبلغ 3.48.
بلغ العمر الوسطي للسكان 30.2 عاماً. وكانت نسبة 34% من القاطنين تحت سن الثامنة عشر، وكانت نسبة 7% بين الثامنة عشر والرابعة والعشرين عاماً، ونسبة 36.6% كانت واقعةً في الفئة العمرية ما بين الخامسة والعشرين والرابعة والأربعين عاماً، ونسبة 16.7% كانت ما بين الخامسة والأربعين والرابعة والستين، ونسبة 5.7% كانت ضمن فئة الخامسة والستين عاماً فما فوق. وتوزع التركيب الجنسي للسكان بنسبة 49.4% ذكور و50.6% إناث.

## أعلام
- كيرلي جونسون